# Tcheca (canção)
"Tcheca" é uma canção da cantora brasileira Danny Bond presente em seu primeiro álbum de estúdio Epica lançado em 22 de dezembro de 2017 de forma independente pela ONErpm. Composta por Danny e produzida por DJ Fabregas. Em 2020, a composição ficou conhecida nacionalmente devido à um mashup que junta a faixa com "Say So" da rapper estadunidense Doja Cat. O remix foi feito pelo produtor Satan, amigo de Danny.
Mais tarde, por conta da popularização da canção, ela foi escolhida para ser tema da campanha publicitária do banco digital WillBank, estrelada por ela mesma, tornando-se a primeira mulher trans do Brasil a estrelar uma campanha bancária.
Em seu terceiro disco, intitulado Epica 2, que foi lançado em 29 de agosto de 2024, foi incluído um remix de "Tcheca" felo peito DJ Ramemes.

## Mashup
Em agosto de 2020, o produtor Satan, que já tinha feito remixes oficiais para Danny, lançou um mashup da canção "Tcheca" com "Say So" da rapper norte-americana Doja Cat. A nova versão se popularizou no TikTok, fazendo a alagoana se tornar conhecida em todo o Brasil. Porém, o remix foi feito sem autorização da gringa, que ficou sabendo de tudo, mas ela decidiu não tirar a remixagem do ar por conta do sucesso que estava tendo.

### Performance ao vivo
Quando Doja foi confirmada que viria ao evento Lollapalooza Brasil 2021, os fãs de Danny ficaram ansiosos de vê-las no mesmo palco cantando o mashup, mesmo ela não estando confirmada para o festival. A possivel colaboração virou o assunto mais comentado nas redes sociais. O aplicativo de relacionamentos Tinder, que ambas as artistas são embaixadoras, tentaram possibilitar um encontro entre elas. Houve duas propostas: a primeira é que no telão do festival apareceria a logo do Tinder e daria match entre as duas antes de Danny subir no palco ao lado de Doja, mas possui um custo de 1 milhão de reais para ações publicitárias no palco do evento e por conta disso a alagoana não deu seguimento à ideia; a segunda proposta é que as duas fizessem uma performance no Rio de Janeiro e, depois do Lolla, se apresentariam em São Paulo, mas a data não foi fechada porque a americana teve que sair do Brasil. A equipe mostrou o mashup para a Doja, que diz ter amado a versão. Danny revelou que sentiu-se honrada com os elogios dela.